# 黃焯 (正德進士)
黃焯（1483年—1547年），字子昭，號龍津，福建延平府南平縣人，明朝政治人物。

## 生平
正德八年（1513年）癸酉科福建鄉試舉人，正德九年（1514年）聯捷甲戌科二甲第一百十三名進士。授南京礼部精膳司主事，正德十六年（1521年）升儀制司郎中，嘉靖二年（1523年）出知湖广永州府知府。九年（1530年）九月升湖广布政使司左参政，十一年正月考察不謹去职。

## 著作
著有《尊美堂政録》五卷、《貽光堂集》等。

## 家族
父黄中，字大本，以贡入南京国子监，授武康县丞，摄县事，以子黄焯貴进中顺大夫。家居時，年八十，屢延大宾。去世后门人私謚曰“貞孝”，華亭徐階撰写墓表。黄焯子黄應林，字德甫，由举人知遂昌县，以才能调任太平，築堤疏通海水，以保护粮田。县内有雁鸣山，捐俸禄建塔，以培养文運。復调樂昌，致仕歸。著有《四书讲义》、《量田管见》藏于家。